# 27974 Drejsl
27974 Drejsl este un asteroid din centura principală de asteroizi.

## Descriere
27974 Drejsl este un asteroid din centura principală de asteroizi. A fost descoperit pe 19 octombrie 1997 la Observatorul din Ondřejov de Lenka Šarounová. Asteroidul prezintă o orbită caracterizată de o semiaxă mare de 2,63 ua, o excentricitate de 0,12 și o înclinație de 14,3° în raport cu ecliptica.